# Râșca (gmina w okręgu Suczawa)
Râșca – gmina w Rumunii, w okręgu Suczawa. Obejmuje miejscowości Buda, Jahalia, Dumbrăveni, Râșca i Slătioara. W 2011 roku liczyła 5052 mieszkańców.